# Шевченко, Игорь Анатольевич
Игорь Анатольевич Шевченко (укр. Ігор Анатолійович Шевченко; род. 10 января 1971, Александрия, Кировоградская область) — украинский юрист и политик, общественный деятель. Министр экологии и природных ресурсов Украины с 2 декабря 2014 по 2 июля 2015 года. Кандидат в президенты Украины (2019).

## Детство
Родился 10 января 1971 года в городе Александрия Кировоградской области. В сентябре того же года семья переехала в Киев и поселилась на Борщаговке. Родители — Анатолий Павлович и Мария Михайловна, инженеры.
1 сентября 1978 года пошёл на учёбу в среднюю школу № 206 и в 4 классе начал заниматься лёгкой атлетикой, которая ближайшие 8 лет была основным увлечением. За это время стал кандидатом в мастера спорта по бегу на 400 метров с барьерами, членом юниорской сборной Украины и кандидатом в юниорскую сборную Советского Союза.

## Образование
В 1988 году поступил в Киевский институт физической культуры. В начале третьего курса взял академический отпуск.
После академического отпуска перевёлся на исторический факультет Киевского университета им. Т. Шевченко. Затем, после года обучения, перевёлся на юридический факультет, а затем — в Киевский институт международных отношений, который окончил в 1996 году.
В 1996—1997 годах учился в Школе права Университета штата Миннесота на магистра права.
Обучался на краткосрочных курсах в Лодонском институте ценных бумаг, в Академии европейского права Европейского университета в Италии, в Гарвардском и Йельском университетах.

## Карьера
С 1990 года работает юристом — сначала в юридической фирме «Легис», затем в фирме «Фришберг и партнеры».
Стажировался в Посольстве Украины в Бельгии, Антимонопольном комитете Украины.
С 1994 по 1995 годы работал помощником юриста в юрфирме «Василь Кисиль и Партнеры».
В 1995 году создал юридическую фирму «Шевченко Дидковский и Партнеры» совместно с Алексеем Дидковским и стал её руководителем. Уже через 8 лет созданная партнёрами юридическая фирма стала № 1 в Украине (в 2004 году занимает 1 место в рейтинге лучших юридических фирм Украины, а в 2006 году признаётся журналом «Корреспондент» лучшим работодателем Украины среди ведущих юридических и аудиторских фирм).
В 1997 году юристом в крупной юридической фирме «Кудер Бразерс» (Coudert Brothers), а в 1998 году — адвокатом в штате Нью-Йорк.
В этом же году вернулся на Украину и продолжил управление своей юридической компанией «Шевченко Дидковский и Партнеры», которую вместе с партнёрами основал в 1995 году. Занимал должность генерального директора и управляющего партнёра.
В ноябре 2007 года прекратил юридическую практику и партнёрство в юридической фирме «Шевченко Дидковский и Партнеры», которая была переименована в «Астерс». Занялся бизнесом и основал компанию Shevchenko Asset Management.

## Общественно-политическая деятельность
С 2001 по 2002 год был заместителем главы Интернет-ассоциации Украины.
С 2001 по 2006 год — советник Киевского городского головы по вопросам привлечения иностранных инвестиций.
В 2005 году — советник премьер-министра Украины по иностранным инвестициям, занимался созданием Совета иностранных инвесторов при Кабинете министров, который так и не был организован из-за отставки правительства в сентябре 2005 года. Был членом общественного совета при Министерстве юстиции Украины.
С 2005 по 2006 год — член совета предпринимателей при Кабинете Министров Украины.
С 2006 по 2007 год — член Национальной комиссии по укреплению демократии и утверждению верховенства права при президенте Украины.
В 2008 году — член экспертного совета при комитете Верховной Рады Украины по вопросам промышленной и регуляторной политики и предпринимательства.
В 2010 году Игорь Шевченко начал процесс создания Меритократической партии Украины, а уже в 2012 году возглавил её.
В 2013 году ушёл с поста председателя партии, оставшись членом Политического совета. В мае 2016 вышел из партии.
2 декабря 2014 года назначен министром экологии и природных ресурсов в правительстве Арсения Яценюка.
В 2015 году стал фигурантом коррупционных скандалов. Олег Ляшко заявил, что пост министра для Шевченко был куплен за 5 миллионов долларов Александром Онищенко. Также журналисты выяснили, что министр часто летает в Европу на частных самолётах, из-за чего с большим опозданием появился на месте пожара на нефтебазе под Киевом. В ответ Шевченко обвинил премьер-министра Арсения Яценюка в «политической расправе» и «отстаивании интересов украинских кланов». 23 июня 2015 года МВД возбудила против Шевченко уголовное дело по ч. 3 статьи 368-2 УК «Незаконное обогащение». 2 июля 2015 года Верховная Рада 235 голосами уволила Шевченко с должности министра.
В марте 2016 года Соломенский районный суд Киева признал необоснованными обвинения против экс-министра экологии Игоря Шевченко и закрыл дело, инициированное СБУ Украины. На заседании 22 марта суд признал, что Шевченко не нарушал п. 2 ч. 1 ст. 28 закона «О предотвращении коррупции», в чём его обвиняло СБУ — конфликт интересов в действиях экс-министра отсутствовал.
В 2015 году в качестве независимого кандидата баллотировался на пост городского головы Белгорода-Днестровского и занял второе место.
В 2019 году выдвинул свою кандидатуру на пост Президента Украины. Его предвыборная кампания вызвала неоднозначную реакцию и критику со стороны прессы и общественности из-за двух событий:
- про посещении Всемирного экономического форума в Давосе взял себе 4 бесплатные шапки вместо одной, записал это на видео и выложил на собственной странице в Facebook[14][15].
- во время избирательной кампании объявил о поиске жены под слоганом «Хочешь стать женой президента?» на своей странице в Facebook и на биллбоардах; на официальном сайте разместил форму, где кандидатки в жены должны были внести личные данные для участия в кастинге[16][17].

По итогам голосования занял 20 место среди 39 кандидатов.